# 奧列克西伊夫卡 (布利茲紐基區)
48°45′13″N 36°19′34″E / 48.75361°N 36.32611°E
阿列克西伊夫卡（烏克蘭語：Олексіївка）是位於烏克蘭東部的村莊，由哈爾科夫州洛佐瓦區的布利茲紐基市鎮負責管轄。該村處於大捷爾尼夫卡河畔，始建於1860年，面積0.6平方公里，海拔高度116米，2001年人口429。